# ¿Dónde están los ladrones?
¿Dónde están los ladrones? és el quart àlbum d'estudi de la cantant colombiana Shakira.

## Títol de l'àlbum
El títol del disc prové d'una desventura que va patir Shakira, a l'aeroport de Bogotà. Durant un viatge, li van robar el seu equipatge allà, inclòs un maletí que contenia els textos que s'escriuen per a l'àlbum. Shakira ho va haver de reescriure tot. El títol ¿Dónde están los ladrones? ho diu tot.

## Títols
| Núm. | Títol                        | Durada |
| ---- | ---------------------------- | ------ |
| 1.   | «Ciega, sordomuda»           | 4:28   |
| 2.   | «Si te vas»                  | 3:32   |
| 3.   | «Moscas en la casa»          | 3:32   |
| 4.   | «No creo»                    | 5:51   |
| 5.   | «Inevitable»                 | 3:13   |
| 6.   | «Octavo día»                 | 4:32   |
| 7.   | «Que vuelvas»                | 3:46   |
| 8.   | «Tú»                         | 3:34   |
| 9.   | «¿Dónde están los ladrones?» | 3:03   |
| 10.  | «Sombra de ti»               | 3:30   |
| 11.  | «Ojos así»                   | 3:56   |